# Новиков, Евгений Викторович
Новиков Евгений Викторович (бел. Новікаў Яўген Віктаравіч) — депутат Верховного совета БССР 12 созыва (1990—1995). Политический и общественный деятель, телеведущий.

## Биография
Родился 27 апреля 1961 года в городе Кричеве Могилевской области. Отец: Новиков Виктор Пименович (1923—1999), работал ветврачом, закончил Ленинградский Ветеринарный институт, участник Великой Отечественной войны, имел боевые ранения и боевые награды. Мать: Новикова (Воскобойникова) Валентина Васильевна (1927—2010), работала преподавателем истории 3-й школы г. Кричева, закончила Могилевский Педагогический институт, с 14 лет — участница трудового фронта в Великой Отечественной войне.
После окончания СШ № 1 (с золотой медалью) поступил в Минский государственный медицинский институт, который закончил по специальности «Лечебное дело». Работал по распределению врачом-кардиохирургом в 4-й городской клинической больнице города Минска. В 1984 году поступил на заочное отделение юридического факультета Белорусского государственного университета (БГУ), который закончил в 1990 году по специальности «Государственное строительство». Защитил дипломную диссертацию — «Основы правового государства». В марте 1990 года по инициативе врачей и медицинских сестёр 4-й клинической больницы города Минска был выдвинут кандидатом в депутаты Верховного Совета БССР по 13-му Лермонтовскому округу. Во втором туре победил заместителя Председателя Партия «Белорусский Народный Фронт» (БНФ) Михаила Ткачёва.
После работы в Верховном Совете был вынужден уйти из медицины.
Женат.
Был лично знаком с первым Президентом Грузии Звиадом Гамсахурдиа.

## Карьера
Сессией Верховного Совета 12 созыва от 21 июня 1990 года был избран членом Комиссии Верховного Совета Белорусской ССР по законодательству. Сначала присоединился в Верховном Совете к фракции Оппозиции БНФ. Позже неожиданно для всех написал в прессе статью, где негативно охарактеризовал деятельность Белорусского народного фронта. После этого был исключен из фракции. Был автором и соавтором многих законопроектов: Закона РБ «О милиции», Закона РБ «О борьбе с коррупцией», Закон РБ «Об аренде» и др. Был в оппозиции к политике проводимой Станиславом Шушкевичем тогдашним Председателем Верховного Совета Республики Беларусь. Активно выступал против политики приватизации государственной собственности, проводимой правительством Вячеслава Кебича. Также активно выступал против введения института президентства на постсоветском пространстве в целом и в Беларуси в частности, так как считал, что страна не готова к введению президентской формы правления из-за отсутствия в стране необходимых демократических институтов, неразвитого гражданского общества, отсутствия политических механизмов сдержек и противовесов, отсутствия среднего класса в экономике. В качестве первого Президента Республики Беларусь рассматривал только тогдашнего премьер-министра Вячеслава Кебича, что считал большой будущей трагедией для белорусского народа и государства.
31 июля 1992 года депутат Верховного Совета Белоруссии Евгений Новиков объявил о создании правозащитной организации — «Белорусская лига прав человека» (БЛПЧ). В начале октября 1992 года состоялся Учредительный конгресс. На нём были избраны председатель — Евгений Новиков и Исполком: диссидент Михаил Кукобако, журналистка Марина Бабкина, писатели Светлана Алексиевич и Валентин Тарас, майор ВВС Александр Соколов. В первой половине 90-х БЛПЧ занималась правозащитной работой, помогала людям подвергшимся репрессиям со стороны белорусских властей, издавала газету «Правы чалавека», активисты Лиги исследовали проблему использования психиатрической медицины в целях преследования инакомыслящих в Беларуси.

«Президент открыто и безнаказанно нарушает принцип свободы слова, прибегая к незаконным репрессивным мерам за высказывания. (…) Разве можно сегодня утверждать, что первого президента Беларуси выбрал народ? Ведь сначала этот народ за 75 лет многократно оскопили, надругавшись над самим смыслом человеческого бытия, уничтожив тех, кто хоть что-то понимал. (…) И после этого всех нас, так называемый белорусский народ, а фактически голодную, мечущуюся в поисках выхода толпу, поставили перед выборами первого Президента. Результаты неудивительны — каждый народ достоин своего правителя.»
— Евгений Новиков, газета «Права человека» (январь 1995 г.)

Но позже в 1995 году Евгений Новиков был отклонён от руководства БЛПЧ из-за изменения своих взглядов, а в 1997 году БЛПЧ и вовсе распалась. Тогда же Евгений с оставшимися своими сторонниками создал новую правозащитную организацию — «Белорусская республиканская лига прав человека» (БРЛПЧ). Но 18 марта 2000 года на конгрессе БРЛПЧ Евгений Новиков был освобождён от должности председателя и уволен из членов Лиги. Предложение уволить прежнего руководителя было воспринято с пониманием всеми присутствовавшими на конгрессе, а постановление утвердили единогласно. В вину Евгению вменялось «невыполнение уставных целей и задач, умышленное блокирование деятельности исполкома, превышение полномочий председателя и использование БРЛПЧ для достижения личных корыстных целей». Тогда же бывшие соратники обвинили Новикова и в сокрытии солидного зарубежного денежного гранта, присвоении квартиры, которая должна была быть офисом БРЛПЧ, и умышленной дискредитации правозащитного движения. Евгений не принял такое положение вещей и инициировал в Министерстве юстиции процесс ликвидации своего же собственного детища, то есть ликвидации БРЛПЧ. Минюст признал результаты проведенного 18 марта конгресса юридически никчемными и вынес в адрес БРЛПЧ два предупреждения «о недопустимости нарушения законодательства». Затем Минюст обратился в Верховный суд Белоруссии для запрещения «Белорусской республиканской лиги прав человека». Одним из поводов к запрету Лиги были фальсифицированные документы поданные в Министерство юстиции Евгением Новиковым во время перерегистрации БРЛПЧ в 1999 году. Например выяснилось, что в «списке членов, учредителей» организации были «мёртвые души», а именно члены уже давно не существующей БЛПЧ. Итак, БРЛПЧ прекращает своё существование, а Евгений 11 октября 2000 года регистрирует новую правозащитную организацию — «Лига защиты прав человека» (ЛЗПЧ).
В 90-е годы выступал с докладами на многочисленных конференциях и саммитах по вопросам международной политики в Лондоне, Кембридже, Париже, Женеве, Брюсселе, Копенгагене, Гааге, Праге, Москве, Варшаве, Вильнюсе. Принимал активное участие в работе сессий Комитета и Подкомиссии ООН по правам человека в Женеве (1994—1998). Имел многочисленные встречи с депутатами многих европейских Парламентов (Великобритания, Италия, Дания, Германия, Бельгия, Франция, Швейцария, Швеция, Россия, Грузия). Многократно выступал с докладами в Совете Европы и в Европейском Парламенте в Брюсселе и Страсбурге.
Организовал и возглавил множество визитов делегаций международных организаций в Республику Беларусь, где они имели встречи с руководителями государственных структур (МВД, Генеральная прокуратура, Верховный суд, КГБ, Министерство юстиции, предприятия ВПК Республики Беларусь).
Является критиком однополярной модели мироустройства.
С начала 2000-х годов работает в Белтелерадиокомпании, как внештатный автор. Авторская программа Евгения Новикова на белорусском телевидении — «Права человека. Взгляд в мир», а также на белорусском радио — «Беларусь и мир. Взгляд из Минска». ТВ программа дважды в неделю транслируется на дальнее зарубежье. Программа имеет ярко выраженную агрессивную антизападную направленность, при этом всё происходящее в своей стране оценивается Евгением только положительно. Периодически получает обвинения в клевете, например от посольства Франции, посольства Польши, протестантов, Михаила Чигиря (премьер-министр Республики Беларусь с 1994 по 1996 гг.), простых минчан.
Указом Президента Республики Беларусь от 10 сентября 2004 года за № 439 утвержден в состав республиканской информационно-пропагандистской группы по городу Минску.

«Выступление Президента Беларуси на V съезде Федерации профсоюзов — это речь правозащитника, стоящего у власти. (…) Глава государства ещё раз показал, что главным приоритетом его политики является человек. И 10 лет правления Александра Лукашенко подтверждают, что это не только декларация. Всё, сделанное Президентом за этот период, направлено, в первую очередь, на благо каждого гражданина. (…) В этом залог политического долголетия белорусского лидера.»
— Евгений Новиков в беседе с корреспондентом БелТА (21 сентября 2005 г.)

С лета 2013 года ведёт в интернете программу «Новости славян».
15 октября 2014 года Национальный совет Украины по вопросам телевидения и радиовещания принял решение о запрете трансляции телеканала «Беларусь 24». Такое решение было принято в связи с распространением каналом информационных материалов, которые нарушают положение Европейской конвенции о трансграничном телевещании. Например, мониторинг телеканала за 1 октября выявил в программе «Права человека. Взгляд в мир» «антиукраинскую пропаганду и искажение информации о политических событиях в Украине». В телекомпании же заявили, что это авторская позиция ведущего и она не соответствует позиции канала в целом. Тем не менее 27 октября программа «Права человека. Взгляд в мир» была снята с белорусского телевидения.